# آرامستان ارامنه لیلیان
قبرستان ارامنه لیلیان مربوط به دوره قاجار - دوره پهلوی است و در شهرستان خمین، بخش کمره، دهستان خرم‌دشت، روستای لیلیان واقع شده و این اثر در تاریخ ۲۳ بهمن ۱۳۸۵ با شمارهٔ ثبت ۱۷۳۵۰ به‌عنوان یکی از آثار ملی ایران به ثبت رسیده‌است.